# Герб на великоруските княжества и области
Гербът на Великоруските княжества и области е част от големия герб на Руската империя. Представлява щит, състоящ се от 10 части:
- Псковски герб: на синьо поле вървящ барс, а отгоре показваща се божия десница;
- Смоленски герб: на сребърно поле топ, със златни колела, на топа червена птица без крака;
- Тверски герб: на червено поле златен трон, а на него царска корона със зелено кадифе;
- Югорски герб: на сребърно поле показващи се от сини облаци ръце в червени одежди, държащи сребърни копия:
- Нижегородски герб: на сребърно поле е изобразен червен елен;
- Рязански герб: на златно поле изправен княз с меч и ножове;
- Ростовски герб: на червено поле сребърен елен със златна грива;
- Ярославски герб: на сребърно поле черна мечка със златна алебарда;
- Белозерски герб: на синьо поле две кръстосани сребърни риби, над тях сребърен полумесец, а на дясната страна златен кръст (Белоозерското княжество е едно от най-старите в руския север, станало васално на Москва през 1238 година);
- Удорски герб: на черно поле вървяща сребърна лисица с червени очи и език.